# 藤原季行
藤原 季行（ふじわら の すえゆき）は、平安時代後期から末期にかけての公卿。藤原北家道綱流、刑部卿・藤原敦兼の三男。官位は従三位・中宮亮。

## 経歴
白河院政期末の天治2年（1125年）従五位下に叙爵。
大治5年（1130年）阿波守に任ぜられると、能登国・因幡国・武蔵国などの地方官や右兵衛権佐を務める。久安元年（1145年）従四位下、久安3年（1147年）従四位上、久安5年（1149年）正四位下と鳥羽院政期中期に順調に昇進し、その後も久安6年（1150年）土佐守、久寿2年（1155年）讃岐守と引き続き地方官を務めた。この間の保元元年（1156年）季行は讃岐守の官職にあったが、保元の乱によって讃岐国への流罪となった崇徳上皇の護送を担当している。
保元2年（1157年）讃岐守を去り、6ヶ国約30年近くに亘った地方官を離れる。後白河院政初頭の保元4年（1159年）正月に従三位に叙せられて、道綱流としては曾祖父の藤原兼経以来116年ぶりに公卿に列す。同年2月には室が乳母を務めていた姝子内親王が二条天皇の中宮に冊立されると、その中宮亮に任ぜられた。
応保2年（1162年）8月2日出家。8月23日薨去。享年49。

## 人物
娘・兼子が九条兼実の室となり、良通・良経を生み、摂関家とも良好な関係を築いた（この縁により良経は高松院（姝子内親王）の猶子となっている）。歌舞音曲に通じ、父・敦兼と同様に篳篥をよくしたことが伝えられている。また和歌にも秀で、『千載和歌集』に1首が入集している。

## 官歴
『諸家伝』による。
- 天治2年（1125年） 正月6日：従五位下（待賢門院当年御給）
- 大治5年（1130年） 4月3日：阿波守（父敦兼造進松尾社未申覆雖被行其賞辞但馬申任之）
- 長承2年（1133年） 5月24日：能登守（造春日社功）
- 保延5年（1139年） 正月4日：従五位上（前齋院御給朝覲行幸）。正月24日：右兵衛権佐
- 保延6年（1140年） 4月7日：因幡守
- 康治元年（1142年） 12月30日：武蔵守
- 康治2年（1143年） 正月3日：正五位下（朝覲行幸皇后御給）
- 久安元年（1145年） 11月18日：従四位下（朔旦兵衛佐労）
- 久安3年（1147年） 正月2日：従四位上（朝覲行幸皇后御給）
- 久安5年（1149年） 3月：正四位下（一院御給延勝寺供養）
- 久安6年（1150年） 7月28日：土佐守
- 久寿2年（1155年） 正月28日：讃岐守
- 保元2年（1157年） 3月26日：去讃岐守
- 保元3年（1158年） 3月13日：大宰大弐。8月10日：止大宰大弐（以男隆行申任安芸守）
- 保元4年（1159年） 正月6日：従三位（臨時）。2月21日：中宮亮（中宮・姝子内親王）
- 応保2年（1162年） 8月2日：出家。8月23日：薨去

## 系譜
- 父：藤原敦兼
- 母：藤原顕季の娘
- 妻：源重子 - 源行遠の娘、掌侍
  - 男子：藤原重季 - 子孫は楊梅家
- 妻：藤原宗能の娘
  - 男子：藤原定能（1148-1209） - 子孫は樋口家（のち二条家）
  - 男子：藤原能季（1154-?）
- 生母不詳の子女
  - 男子：藤原定行
  - 男子：覚乗
  - 男子：玄李
  - 女子：藤原兼子 - 九条兼実室

後世、その子孫から楊梅家・二条家・平松家の3堂上家を出したが、いずれも室町時代に断絶している。しかし、兼実に嫁いだ兼子を通して女系では現在も子孫が多数存在している。